# Gare de Châbons
La gare de Châbons est une gare ferroviaire française de la ligne de Lyon-Perrache à Marseille-Saint-Charles (via Grenoble) située sur le territoire de la commune de Châbons, dans le département de l'Isère, en région Auvergne-Rhône-Alpes.
C'est une halte voyageurs de la Société nationale des chemins de fer français (SNCF), desservie par des trains TER Auvergne-Rhône-Alpes.

## Situation ferroviaire
Établie à 509 mètres d'altitude, la gare de Châbons est située au point kilométrique (PK) 79,455 de la ligne de Lyon-Perrache à Marseille-Saint-Charles (via Grenoble), entre les gares de Virieu-sur-Bourbre et du Grand-Lemps.

## Histoire
Longtemps restée désaffectée, la gare n'a plus de personnel d'accueil destiné à l'information des usagers et la vente de billets. Depuis mai 2022 le bâtiment principal de la gare accueille une clinique vétérinaire en vertu de l'application du programme « 1 001 gares » mis en place par la SNCF pour redonner vie aux petites gares de campagne.

## Service des voyageurs

### Accueil
Cette gare est une simple halte SNCF, un point d'arrêt non géré (PANG) à entrée libre.

### Desserte
Châbons est desservie par les trains TER Auvergne-Rhône-Alpes de la relation de Saint-André-le-Gaz à Grenoble (ou Grenoble-Universités-Gières).

### Intermodalité
Un parc pour les vélos (consignes individuelles en libre accès) et un parking pour les véhicules y sont aménagés.